# Philippe Donnet

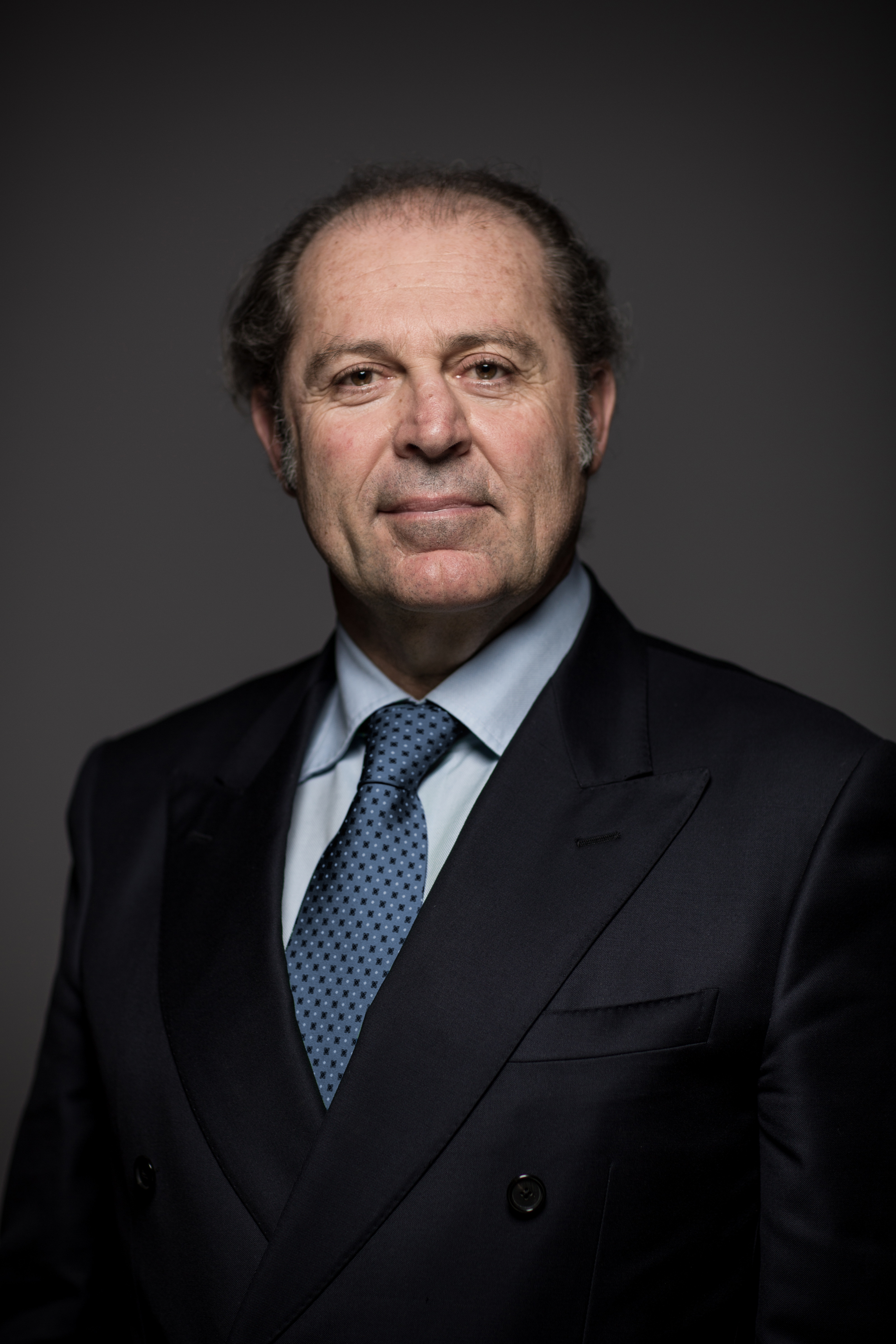
Philippe Donnet, 2017

Philippe Donnet (* 26. Juli 1960 in Suresnes, Frankreich) ist ein französischer Wirtschaftsmanager mit italienischer Staatsbürgerschaft und seit März 2016 CEO der Assicurazioni Generali.

## Ausbildung
Donnet trat 1980 in die École Polytechnique ein und machte 1983 seinen Abschluss in Ingenieurwesen; dort lernte er Claude Bébéar, den damaligen CEO der Anciennes Mutuelles, einer Vorgänger Organisation der AXA, kennen, der später sein Mentor wurde. 1986 wurde er Versicherungsmathematiker und 1991 wurde er Dozent am Institute of Actuaries of France.

## Karriere

### Frühe Karriere
1985 begann Donnet seine Karriere im Versicherungswesen bei der AXA, wo er bis 1997 in verschiedenen Positionen tätig war, bis er zum stellvertretenden Geschäftsführer von AXA Conseil ernannt wurde.
Im Jahr 1999 wurde Donnet zum CEO von AXA Assicurazioni in Italien ernannt und 2001 wurde er zum Regional CEO ernannt, der für den Mittelmeerraum, den Nahen Osten, Lateinamerika und Kanada zuständig war. Zusätzlich wurde Donnet 2002 die Rolle des Chairman und CEO von AXA Re sowie des Chairman von AXA Corporate Solutions übertragen. 2003 wurde Donnet zum CEO von Axa Japan ernannt, wo er in einer von sehr niedrigen Zinssätzen geprägten Wirtschaft tätig war; 2006 übernahm er die Rolle des CEO für den gesamten asiatisch-pazifischen Raum.
Im Jahr 2007 verließ er den Versicherungssektor für einen Zeitraum von sechs Jahren, um bei Wendel Investissement in Singapur die Position des Generaldirektors für den asiatisch-pazifischen Raum zu übernehmen. 2010 gründete Donnet die Investmentgesellschaft HLD. Im Jahr 2008 trat er in den Verwaltungsrat von Vivendi ein, eine Funktion, die er bis 2016 innehatte.

### Karriere bei der Generali
2013 kam Donnet zur Generali als Country Manager für Italien und als CEO von Generali Italia. Er leitete die Integration von fünf Marken der Generali Group ein (Generali, Ina Assitalia, Toro, Lloyd Italico und Augusta). Im gleichen Zeitraum, ab Februar 2015, hatte er drei Jahre lang die Position des Vorsitzenden der MIB School of Management in Triest inne.
Am 17. März 2016 wurde er zum CEO der Generali Group ernannt; unter seiner Leitung verbesserten sich die Ergebnisse der Gruppe zwischen 2016 und 2021 erheblich: Das Operating Result stieg von 4,8 Milliarden Euro auf 5,9 Milliarden Euro (das beste Operating Result aller Zeiten), das Nettoergebnis erhöhte sich von 2,0 Milliarden Euro auf 2,8 Milliarden Euro, die Schulden sanken von 13,1 auf 9,6 Milliarden Euro, und die Solvabilitätsquote stieg von 175 % auf 227 %. Unter seiner Leitung erneuerte Generali ihre Beziehungen zu Venedig, indem sie an der Restaurierung der Königlichen Gärten (2019) mitwirkte, die Procuratie Vecchie (2022 wiedereröffnet) restaurierte und sich an der Gründung des Vereins „Venedig, Welthauptstadt der Nachhaltigkeit“ beteiligte.
Im Mai 2016 wurde er zum CEO von Generali Italia ernannt, eine Funktion, die er bis August 2022 innehatte.
Der scheidende Vorstand der Generali schlug Donnet im Jahr 2022 für ein drittes Mandat als CEO vor. Am 29. April 2022 wurde Donnet mit der Mehrheit der Stimmen der Hauptversammlung als Group CEO der Generali bestätigt.

### Weitere Aktivitäten
- Nationaler italienischer Verband der Versicherungsgesellschaften (ANIA), Vizepräsident (2016–2017)[27][28]
- Er förderte die Gründung von The Human Safety Net, der Initiative von Generali zur Unterstützung bedürftiger Familien und zur Integration von Flüchtlingen durch Arbeit und Unternehmertum, deren Vorstandsmitglied er ist (seit 2017)[29]
- Insurance Development Forum (IDF), Mitglied des Lenkungsausschusses (seit 2022)[30]
- Domaine national de Chambord, Präsident des Board of Directors (seit Juli 2023)[31]
- Pan-European Insurance Forum (PEIF), Chair (seit Oktober 2024)[32]

## Persönliches
Donnet ist ein ehemaliger Rugbyspieler und er ist ein großer französischer Hersteller von Holzfässern.
Er fühlt sich der Stadt Venedig, in der er seinen Wohnsitz hat, sehr verbunden; am 23. April 2021 wurde ihm vom Bürgermeister Luigi Brugnaro die italienische Staatsbürgerschaft verliehen.
Er ist leidenschaftlicher Radfahrer und Tennisspieler und hat drei Kinder.

## Ehrungen und Auszeichnungen
- 2006: Ritter des Ordre du Mérite (Frankreich)[36][37]
- 2016: Ritter der französischen Ehrenlegion[38]
- 2021: Cavaliere del lavoro[39]

### Weitere Auszeichnungen
- 2022[40], 2023[41] und 2024[42] wurde er im All-Europe Executive Team Ranking von Institutional Investors als „Bester CEO“ des Versicherungssektors ausgezeichnet
- Im Jahr 2023
  - verlieh ihm die Foreign Policy Association den „Corporate Social Responsibility Award“[43]
  - verlieh ihm die Fondazione Premio Galileo 2000 den „Premio Galileo 2000 per l'Impresa“[44][45]